# Louis Saha
Louis Laurent Saha (Parigi, 8 agosto 1978) è un ex calciatore francese, di ruolo attaccante.
È il primatista di reti con la maglia del Metz (8) nelle competizioni calcistiche europee.

## Caratteristiche
Era un attaccante veloce, tecnico e dotato di buon fiuto del gol.

## Carriera

### Club

#### Metz
Di origini guadalupensi, crebbe calcisticamente al Metz con cui esordì nel 1997, precisamente l'8 agosto nella vittoria per 4-1 contro il Bordeaux, in questa partita sostituì, al 90', l'attaccante Bruno Rodriguez, autore di una doppietta, e un minuto dopo il suo esordio mise a segno anche la sua prima marcatura da professionista. Conclusa la sua prima stagione con il Metz con 23 presenze e quel gol segnato all'esordio, all'inizio della sua seconda stagione da professionista trova poco spazio, scendendo infatti in campo 3 volte.

#### Newcastle
a gennaio viene così ceduto in prestito al Newcastle, dove gioca per sei mesi scendendo in campo per 12 volte e siglando 2 reti: la prima il 17 febbraio nella vittoria per 4-1 contro il Coventry City e la seconda il 24 febbraio nella vittoria per 1-0 contro il Blackburn Rovers in FA Cup. A fine stagione torna al Metz dove gioca anche nella stagione successiva fino al 2000, quando torna in Inghilterra per giocare nel Fulham.

#### Fulham
Nel 2000 viene acquistato dal Fulham per 2,1 milioni di sterline. Gioca la sua prima stagione nella First Division, la seconda divisione di calcio inglese, dove anche grazie ai suoi gol la squadra vince la First Division e quindi ottiene la promozione nella massima divisione.
Durante il suo primo mese nella massima lega riesce a vincere anche il premio FA Premier League Player of the Month di agosto. Nel Fulham, in totale, gioca 142 partite nelle quali segna 63 gol; tale score gli permette di essere notato da Alex Ferguson, allenatore del Manchester United, e acquistato dal suo club nel gennaio del 2004.

#### Manchester United
Il 23 gennaio 2004 passa alla corte di Ferguson per 12,4 milioni di sterline, circa 14,3 milioni di euro. Esordisce con la maglia dei Red Devils subito con un gol, il 31 gennaio, nella vittoria per 3-2 contro il Southampton. Va a segno anche nella giornata successiva, nella vittoria per 4-2 in casa dell'Everton: in questa occasione sigla una doppietta.
La successiva stagione è costellata da infortuni, infatti nel mese di settembre è costretto a fermarsi per un mese per un infortunio al ginocchio, ottenuto durante la partita con la Nazionale contro le Isole Fær Øer. Nel mese di novembre si è infortunato di nuovo sempre in una partita con la Nazionale che lo costringe a stare fuori per altri due mesi. A febbraio 2005 il problema al ginocchio torna di nuovo, lasciando Saha fuori altri due mesi. Conclude la stagione con 22 presenze e 2 gol partendo spesso dalla panchina.
Durante l'estate 2005 si infortuna nuovamente ed è costretto a rimanere fuori dai campi fino a novembre. Tornato disponibile, viene relegato spesso in panchina e utilizzato come riserva nelle partite di Football League Cup. Nelle 5 presenze di Football League Cup sigla 6 reti. Dopo la cessione di Ruud van Nistelrooy nella finestra estiva di mercato, viene schierato, nel finale di campionato, spesso al fianco di Wayne Rooney. Conclude la stagione con 30 presenze e 15 gol con una media di un gol ogni due partite.
Nella stagione 2006-2007 ricade nuovamente in molti infortuni. Conclude l'annata giocando 34 partite e siglando 13 gol; non scende in campo nella finale di FA Cup persa contro il Chelsea.
Dopo i vari infortuni della stagione precedente, torna in campo il 1º settembre 2007 contro il Sunderland, sostituendo al 46' Anderson, e al 72' mette a segno il gol partita che fa vincere il Manchester United per 1-0. Saha viene anche convocato, dopo un anno di assenza, dalla Nazionale francese. In questa stagione trova poco spazio e, dopo aver subito un nuovo infortunio al ginocchio, conclude la sua ultima stagione nel Manchester United con 24 presenze e 5 gol.
In totale ha vestito 124 volte la maglia dei Red Devils e ha siglato 42 reti. Con la maglia del Manchester United ha vinto due Premier League, una Football League Cup, due Community Shield ed anche una Champions League.

#### Everton
Il 29 agosto 2008 passa all'Everton a titolo definitivo. Esordisce, in partita in corso, con la maglia dei Toffees il 22 settembre contro l'Hull City. Il primo gol arriva il 1º novembre contro il Fulham, la partita finirà 1-0. l'8 marzo 2009 segna il gol che permette all'Everton di passare i quarti di finale di FA Cup contro il Middlesbrough, cosa che non succedeva dal 1995. Il 30 maggio, durante la finale di FA Cup contro il Chelsea, segna il gol più veloce della storia della finale di FA Cup, segnando appena 25 secondi dopo il fischio di inizio, la partita verrà vinta dal Chelsea per 2-1. Questa rete è stata anche la rete più veloce di sempre al nuovo Wembley Stadium, battendo il precedente record di Giampaolo Pazzini, record realizzato nel marzo del 2007 nella partita Inghilterra U-21-Italia U-21 finita 3-3.
Segna il suo primo gol stagionale, nella sua seconda stagione con la maglia dell'Everton, il 15 agosto 2009 nella sconfitta per 6-1 contro l'Arsenal. Continua a segnare per sette partite consecutive siglando sette reti e conclude la stagione con 15 marcature in 40 presenze. Il 5 febbraio 2010 firma il prolungamento del contratto per altri 2 anni fino al 2012.
Nella stagione 2010-2011, segna 8 reti in 5 partite iniziando il 29 gennaio 2011 contro il Chelsea e continua anche il 5 febbraio nella partita casalinga successiva segnando ben 4 reti nella vittoria per 5-3 contro il Blackpool. Il 19 marzo dopo aver segnato su punizione al Fulham subisce un infortunio alla caviglia che lo costringe a rimanere fuori per tutto il resto della stagione.
Nel gennaio 2012 viene ceduto al Tottenham.

#### Tottenham
Il 31 gennaio 2012 firma un contratto semestrale con il Tottenham dove sceglie di indossare la maglia numero 15. Il 6 febbraio esordisce con la maglia degli Spurs sostituendo Emmanuel Adebayor nel pareggio per 0-0 contro il Liverpool. Firma la sua prima doppietta, con la nuova maglia, l'11 febbraio nella vittoria per 5-0 contro il Newcastle.
Dopo aver ritrovato una buona condizione fisica con la maglia degli Spurs e voglioso di ottenere un nuovo contratto con il club, il 13 luglio viene comunicato che Saha non è più un giocatore del Tottenham.

#### Sunderland
Il 16 agosto 2012 viene ingaggiato dal Sunderland con il quale firma un contratto annuale. Esordisce con la nuova maglia due giorni dopo la firma del contratto nel pareggio per 0-0 contro l'Arsenal. Il 31 gennaio 2013 rescinde consensualmente il contratto che lo legava con la società.

#### Lazio
Avendo concluso il contratto con il Sunderland entro le ore 19:00 del 31 gennaio, è stato possibile tesserarlo, come giocatore svincolato, da parte della società italiana della Lazio nonostante il calciomercato fosse concluso; l'ingaggio, infatti, è stato perfezionato il 6 febbraio 2013. Il calciatore ha firmato un contratto semestrale a 500.000 euro ma non è stato possibile inserirlo nella lista UEFA data la scadenza ormai sopraggiunta. Esordisce in maglia biancoceleste e nel campionato italiano il 9 febbraio, entrando al 90' al posto di Álvaro González nella partita Lazio-Napoli finita 1-1. Il 26 maggio 2013 vince la Coppa Italia battendo in finale la Roma per 1-0. A fine stagione, scaduto il contratto, lascia la società capitolina.
L'8 agosto 2013, giorno del suo trentacinquesimo compleanno, annuncia il ritiro dal calcio giocato, tramite il social network Twitter.

### Nazionale

#### Maggiore
Il 18 febbraio 2004, da giocatore del Manchester United, viene convocato da Raymond Domenech nella nazionale maggiore per l'amichevole contro il Belgio, esordendo con la maglia francese proprio in questa occasione, nella quale sigla anche la sua prima rete.
Rappresenta la propria nazionale al Campionato europeo di calcio 2004 in Portogallo. Esordisce in tale competizione il 21 giugno, sostituendo al 75' l'attaccante David Trezeguet nell'ultima partita del girone contro la Svizzera, partita che finirà 3-1 per i francesi. La sua seconda presenza nell'Europeo arriva il 25 giugno durante il quarto di finale contro la Grecia, sostituendo sempre Trezeguet al 72', con la Francia che esce sconfitta per 1-0.
Viene convocato per partecipare al Campionato mondiale di calcio 2006 in Germania. Esordisce il 13 giugno, nella prima partita del girone contro la Svizzera, sostituendo al 70' Franck Ribéry (la partita finirà 0-0). Torna in campo nel quarto di finale contro il Brasile, subentrando all'86' a Thierry Henry e subito dopo viene ammonito; la partita viene vinta dalla Francia per 1-0. Scende in campo anche nella semifinale contro il Portogallo, dando il cambio all'85 a Henry ed anche in questo caso viene subito ammonito; la partita viene vinta dalla Francia per 1-0 qualificandosi così alla finale contro l'Italia. La Francia perde la finale contro l'Italia solo ai rigori e Saha non scende in campo (causa squalifica), laureandosi quindi vicecampione del mondiale 2006.

## Statistiche

### Presenze e reti nei club
| Stagione                 | Squadra                  | Campionato               | Campionato | Campionato | Coppe nazionali | Coppe nazionali | Coppe nazionali | Coppe continentali | Coppe continentali | Coppe continentali | Altre coppe | Altre coppe | Altre coppe | Totale | Totale |
| Stagione                 | Squadra                  | Comp                     | Pres       | Reti       | Comp            | Pres            | Reti            | Comp               | Pres               | Reti               | Comp        | Pres        | Reti        | Pres   | Reti   |
| ------------------------ | ------------------------ | ------------------------ | ---------- | ---------- | --------------- | --------------- | --------------- | ------------------ | ------------------ | ------------------ | ----------- | ----------- | ----------- | ------ | ------ |
| 1995-1996                | Metz B                   | N2                       | 3          | 0          | CF+CdL          | 0+0             | 0+0             | -                  | -                  | -                  | -           | -           | -           | 3      | 0      |
| 1996-1997                | Metz B                   | N2                       | 20         | 1          | CF+CdL          | 0+0             | 0+0             | -                  | -                  | -                  | -           | -           | -           | 20     | 1      |
| Totale Metz B            | Totale Metz B            | Totale Metz B            | 23         | 1          |                 | 0               | 0               |                    |                    |                    |             |             |             | 23     | 1      |
| 1997-1998                | Metz                     | D1                       | 21         | 1          | CF+CdL          | 2+0             | 0+0             | CU                 | 3                  | 0                  | -           | -           | -           | 26     | 1      |
| 1998-gen. 1999           | Metz                     | D1                       | 3          | 0          | CF+CdL          | 0+0             | 0+0             | CU                 | 3                  | 0                  | -           | -           | -           | 6      | 0      |
| gen.-giu. 1999           | Newcastle                | PL                       | 11         | 1          | FACup+CdL       | 1+0             | 1+0             | -                  | -                  | -                  | -           | -           | -           | 12     | 2      |
| 1999-2000                | Metz                     | D1                       | 23         | 4          | CF+CdL          | 3+1             | 0+0             | Int                | 8                  | 8                  | -           | -           | -           | 35     | 12     |
| Totale Metz              | Totale Metz              | Totale Metz              | 47         | 5          |                 | 6               | 0               |                    | 14                 | 8                  |             |             |             | 67     | 13     |
| 2000-2001                | Fulham                   | FD                       | 43         | 27         | FACup+CdL       | 1+4             | 0+5             | -                  | -                  | -                  | -           | -           | -           | 48     | 32     |
| 2001-2002                | Fulham                   | PL                       | 36         | 8          | FACup+CdL       | 6+2             | 0+1             | -                  | -                  | -                  | -           | -           | -           | 44     | 9      |
| 2002-2003                | Fulham                   | PL                       | 17         | 5          | FACup+CdL       | 3+0             | 1+0             | Int                | 8                  | 1                  | -           | -           | -           | 28     | 7      |
| 2003-gen. 2004           | Fulham                   | PL                       | 21         | 13         | FACup+CdL       | 1+0             | 2+0             | -                  | -                  | -                  | -           | -           | -           | 22     | 15     |
| Totale Fulham            | Totale Fulham            | Totale Fulham            | 117        | 53         |                 | 17              | 9               |                    | 8                  | 1                  |             |             |             | 142    | 63     |
| gen.-giu. 2004           | Manchester United        | PL                       | 12         | 7          | FACup+CdL       | 0+0             | 0+0             | UCL                | 2                  | 0                  | CS          | 0           | 0           | 14     | 7      |
| 2004-2005                | Manchester United        | PL                       | 14         | 1          | FACup+CdL       | 2+4             | 0+1             | UCL                | 2                  | 0                  | CS          | 0           | 0           | 22     | 2      |
| 2005-2006                | Manchester United        | PL                       | 19         | 7          | FACup+CdL       | 4+5             | 2+6             | UCL                | 2                  | 0                  | -           | -           | -           | 30     | 15     |
| 2006-2007                | Manchester United        | PL                       | 24         | 8          | FACup+CdL       | 2+0             | 1+0             | UCL                | 8                  | 4                  | -           | -           | -           | 34     | 13     |
| 2007-2008                | Manchester United        | PL                       | 17         | 5          | FACup+CdL       | 2+0             | 0+0             | UCL                | 5                  | 0                  | CS          | 0           | 0           | 24     | 5      |
| Totale Manchester United | Totale Manchester United | Totale Manchester United | 86         | 28         |                 | 19              | 10              |                    | 19                 | 4                  |             | 0           | 0           | 124    | 42     |
| 2008-2009                | Everton                  | PL                       | 24         | 6          | FACup+CdL       | 3+1             | 2+0             | CU                 | 1                  | 0                  | -           | -           | -           | 29     | 8      |
| 2009-2010                | Everton                  | PL                       | 33         | 13         | FACup+CdL       | 1+1             | 0+0             | UEL                | 5                  | 2                  | -           | -           | -           | 40     | 15     |
| 2010-2011                | Everton                  | PL                       | 22         | 7          | FACup+CdL       | 3+1             | 2+1             | -                  | -                  | -                  | -           | -           | -           | 26     | 10     |
| 2011-gen. 2012           | Everton                  | PL                       | 18         | 1          | FACup+CdL       | 0+2             | 0+1             | -                  | -                  | -                  | -           | -           | -           | 20     | 2      |
| Totale Everton           | Totale Everton           | Totale Everton           | 97         | 27         |                 | 12              | 6               |                    | 6                  | 2                  |             |             |             | 115    | 35     |
| gen.-giu. 2012           | Tottenham                | PL                       | 10         | 3          | FACup+CdL       | 2+0             | 1+0             | UEL                | 0                  | 0                  | -           | -           | -           | 12     | 4      |
| 2012-gen. 2013           | Sunderland               | PL                       | 11         | 0          | FACup+CdL       | 0+3             | 0+0             | -                  | -                  | -                  | -           | -           | -           | 14     | 0      |
| gen.-giu. 2013           | Lazio                    | A                        | 6          | 0          | CI              | 0               | 0               | UEL                | 0                  | 0                  | -           | -           | -           | 6      | 0      |
| Totale carriera          | Totale carriera          | Totale carriera          | 408        | 118        |                 | 60              | 27              |                    | 47                 | 15                 |             | 0           | 0           | 515    | 160    |

### Presenze e reti in nazionale
| Cronologia completa delle presenze e delle reti in nazionale ― Francia | Cronologia completa delle presenze e delle reti in nazionale ― Francia | Cronologia completa delle presenze e delle reti in nazionale ― Francia | Cronologia completa delle presenze e delle reti in nazionale ― Francia | Cronologia completa delle presenze e delle reti in nazionale ― Francia | Cronologia completa delle presenze e delle reti in nazionale ― Francia | Cronologia completa delle presenze e delle reti in nazionale ― Francia | Cronologia completa delle presenze e delle reti in nazionale ― Francia |
| Data                                                                   | Città                                                                  | In casa                                                                | Risultato                                                              | Ospiti                                                                 | Competizione                                                           | Reti                                                                   | Note                                                                   |
| ---------------------------------------------------------------------- | ---------------------------------------------------------------------- | ---------------------------------------------------------------------- | ---------------------------------------------------------------------- | ---------------------------------------------------------------------- | ---------------------------------------------------------------------- | ---------------------------------------------------------------------- | ---------------------------------------------------------------------- |
| 18-2-2004                                                              | Bruxelles                                                              | Belgio                                                                 | 0 – 2                                                                  | Francia                                                                | Amichevole                                                             | 1                                                                      | 85’                                                                    |
| 28-5-2004                                                              | Montpellier                                                            | Francia                                                                | 4 – 0                                                                  | Andorra                                                                | Amichevole                                                             | 1                                                                      | 69’                                                                    |
| 6-6-2004                                                               | Parigi                                                                 | Francia                                                                | 1 – 0                                                                  | Ucraina                                                                | Amichevole                                                             | -                                                                      | 75’ 76’                                                                |
| 21-6-2004                                                              | Coimbra                                                                | Svizzera                                                               | 1 – 3                                                                  | Francia                                                                | Euro 2004 - 1º turno                                                   | -                                                                      | 75’                                                                    |
| 25-6-2004                                                              | Lisbona                                                                | Francia                                                                | 0 – 1                                                                  | Grecia                                                                 | Euro 2004 - Quarti di finale                                           | -                                                                      | 71’ 86’                                                                |
| 4-9-2004                                                               | Parigi                                                                 | Francia                                                                | 0 – 0                                                                  | Israele                                                                | Qual. Mondiali 2006                                                    | -                                                                      |                                                                        |
| 8-9-2004                                                               | Tórshavn                                                               | Fær Øer                                                                | 0 – 2                                                                  | Francia                                                                | Qual. Mondiali 2006                                                    | -                                                                      | 9’                                                                     |
| 17-11-2004                                                             | Parigi                                                                 | Francia                                                                | 0 – 0                                                                  | Polonia                                                                | Amichevole                                                             | -                                                                      | 65’                                                                    |
| 31-5-2006                                                              | Lens                                                                   | Francia                                                                | 2 – 0                                                                  | Danimarca                                                              | Amichevole                                                             | -                                                                      | 57’                                                                    |
| 13-6-2006                                                              | Stoccarda                                                              | Francia                                                                | 0 – 0                                                                  | Svizzera                                                               | Mondiali 2006 - 1º turno                                               | -                                                                      | 69’                                                                    |
| 1-7-2006                                                               | Francoforte                                                            | Brasile                                                                | 0 – 1                                                                  | Francia                                                                | Mondiali 2006 - Quarti di finale                                       | -                                                                      | 85’ 87’                                                                |
| 5-7-2006                                                               | Monaco di Baviera                                                      | Portogallo                                                             | 0 – 1                                                                  | Francia                                                                | Mondiali 2006 - Semifinale                                             | -                                                                      | 85’ 87’                                                                |
| 16-8-2006                                                              | Sarajevo                                                               | Bosnia ed Erzegovina                                                   | 1 – 2                                                                  | Francia                                                                | Amichevole                                                             | -                                                                      |                                                                        |
| 2-9-2006                                                               | Tbilisi                                                                | Georgia                                                                | 0 – 3                                                                  | Francia                                                                | Qual. Euro 2008                                                        | 1                                                                      | 86’                                                                    |
| 6-9-2006                                                               | Parigi                                                                 | Francia                                                                | 3 – 1                                                                  | Italia                                                                 | Qual. Euro 2008                                                        | -                                                                      | 88’                                                                    |
| 7-10-2006                                                              | Glasgow                                                                | Scozia                                                                 | 1 – 0                                                                  | Francia                                                                | Qual. Euro 2008                                                        | -                                                                      | 62’                                                                    |
| 11-10-2006                                                             | Sochaux                                                                | Francia                                                                | 5 – 0                                                                  | Fær Øer                                                                | Qual. Euro 2008                                                        | 1                                                                      | 61’                                                                    |
| 15-11-2006                                                             | Parigi                                                                 | Francia                                                                | 1 – 0                                                                  | Grecia                                                                 | Amichevole                                                             | -                                                                      | 46’                                                                    |
| 3-9-2010                                                               | Parigi                                                                 | Francia                                                                | 0 – 1                                                                  | Bielorussia                                                            | Qual. Euro 2012                                                        | -                                                                      | 69’ 80’                                                                |
| 29-2-2012                                                              | Brema                                                                  | Germania                                                               | 1 – 2                                                                  | Francia                                                                | Amichevole                                                             | -                                                                      | 76’                                                                    |
| Totale                                                                 |                                                                        | Presenze                                                               | 20                                                                     |                                                                        | Reti                                                                   | 4                                                                      |                                                                        |

## Palmarès

### Club

#### Competizioni nazionali
- Coppa di Lega inglese: 1

Manchester United: 2005-2006
- Campionato inglese: 2

Manchester United: 2006-2007, 2007-2008
- Community Shield: 2

Manchester United: 2007, 2008
- Coppa Italia: 1

Lazio: 2012-2013

#### Competizioni internazionali
- Coppa Intertoto UEFA: 1

Fulham: 2002
- UEFA Champions League: 1

Manchester United: 2007-2008

### Individuale
- Capocannoniere della Coppa Intertoto UEFA: 1

1999 (8 reti)
- Capocannoniere della Coppa di Lega inglese: 1

2005-2006 (6 gol)